# 里约拉帕普
里约拉帕普（法語：Rillieux-la-Pape，法語發音：[ʁijø la pap] ⓘ）是法国里昂大都会的一个市镇，属于里昂区。

## 地理
里约拉帕普（45°49'14"N, 4°53'51"E）面积14.48 平方千米，位于法国奥弗涅-罗讷-阿尔卑斯大区里昂大都会，后者为法国的一个特殊地位集体，自2015年脱离罗讷省成立，位于法国中东部，中心城市为里昂。
与里约拉帕普接壤的市镇（或旧市镇、城区）包括：米里贝勒、内龙、卡尤叙方丹、卡吕尔和屈尔、索恩河畔方丹、沃昂沃兰、萨托奈康、萨托奈村。
里约拉帕普的时区为UTC+01:00、UTC+02:00（夏令时）。

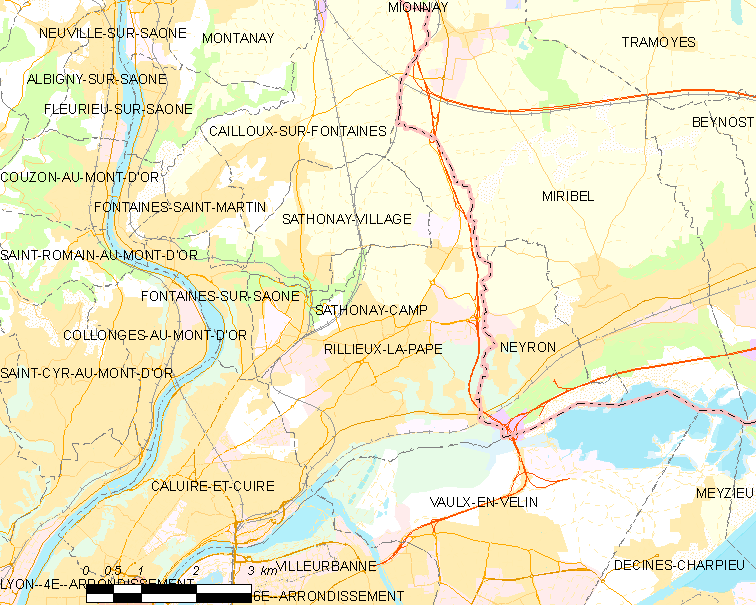
里约拉帕普的OSM定位图

## 行政
里约拉帕普的邮政编码为69140，INSEE市镇编码为69286。

## 政治
里约拉帕普的现任市长为亚历山大·万桑代（Alexandre Vincendet）先生，任期为2024-2026年。

## 人口

1962-2008年间里约拉帕普人口变化图示

里约拉帕普于2022年1月1日时的人口数量为31479人。